# Aaja Nachle
Pour plus de détails, voir Fiche technique et Distribution.
Aaja Nachle est un film indien de Bollywood réalisé par Anil Mehta, sorti en 2007. Après cinq ans d'absence, il marque le retour sur les écrans de Madhuri Dixit qui est entourée de Konkona Sen Sharma, Akshaye Khanna et Kunal Kapoor.

## Synopsis
Dix ans après s'être enfuie pour s'installer à New York, Diya revient dans son village indien natal à la demande de son professeur de danse qui se meurt. Elle arrive trop tard mais on lui transmet les dernières volontés du vieil homme, sauver un théâtre en ruine convoité par un riche homme politique qui veut le raser pour construire un centre commercial. Ce dernier accepte de renoncer à son projet si, dans un délai de deux mois et avec l'aide de la population, Diya réussit à faire revivre le théâtre Ajanta où elle dansait adolescente.
Diya décide de monter un spectacle inspiré du conte oriental qui relate les amours impossibles de Majnoun et Leila. Pour cela elle doit tout à la fois trouver l'argent pour financer son projet et déjouer les pièges de ceux qu'il gène. Mais il lui faut surtout gagner la confiance des habitants indifférents à la destruction de leur patrimoine et les former pour en faire des danseurs afin qu'ils participent au spectacle.

## Fiche technique
- Titre : Aaja Nachle
- Titre original en hindi : आजा नचले
- Réalisateur : Anil Mehta
- Scénario : Jaideep Sahni
- Musique : Salim-Sulaiman
- Parolier : Jaideep Sahni et Piyush Mishra
- Chorégraphie : Vaibhavi Merchant
- Direction artistique : Sukant Panigrahy et Fali Unwala
- Photographie : Mohanan
- Montage : Ritesh Soni
- Production : Aditya Chopra
- Langue : hindi
- Pays d'origine : Inde
- Date de sortie : 30 novembre 2007
- Format : Couleurs
- Genre : comédie sociale
- Durée : 146 minutes

## Distribution

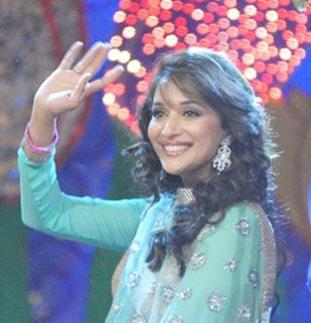
L'actrice indienne Madhuri Dixit

- Madhuri Dixit : Diya
- Akshaye Khanna : Raja Uday Singh
- Konkona Sen Sharma : Anokhi
- Kunal Kapoor : Imran Pathan
- Divya Dutta : Najma
- Ranvir Shorey : Mohan Sharma
- Felix D'Alviella : Steve

## Musique
Aaja Nachle comporte 9 chansons composées par Salim-Sulaiman sur des paroles de Jaideep Sahni et Piyush Mishra et chorégraphiées par Vaibhavi Merchant.
- Aaja Nachle - Sunidhi Chauhan (5:04)
- Ishq Hua Hi Hua - Shreya Ghoshal, Sonu Nigam (4:24)
- Show Me Your Jalwa - Richa Sharma, Kailash Kher, Salim Merchant (4:13)
- O Re Piya - Rahat Fateh Ali Khan (6:19)
- Soniye Mil Ja - Sukhwinder Singh, Sunidhi Chauhan, Madhuri Dixit (3:37)
- Is Pal - Sonu Nigam, Shreya Ghoshal (3:59)
- Koi Patthar Se Na Maare - Sunidhi Chauhan, Shreya Ghoshal, Sonu Nigam (4:04)
- Dance With Me - Sonia Saigal (3:39)
- Nachle (reprise) - Sunidhi Chauhan, Marianne (3:28)